# Sportclub Rheindorf Altach 2013-2014
Questa voce raccoglie le informazioni riguardanti lo Sportclub Rheindorf Altach nelle competizioni ufficiali della stagione calcistica 2013-2014.

## Rosa
Aggiornata al 20 settembre 2013.
| N. |                     | Ruolo | Calciatore          |
| -- | ------------------- | ----- | ------------------- |
| 1  | Austria (bandiera)  | P     | Martin Kobras       |
| 2  | Austria (bandiera)  | D     | Alexander Pöllhuber |
| 3  | Brasile (bandiera)  | D     | Rafinha             |
| 4  | Austria (bandiera)  | P     | Sebastian Brandner  |
| 5  | Austria (bandiera)  | C     | Philipp Netzer      |
| 7  | Austria (bandiera)  | C     | Andreas Lienhart    |
| 8  | Austria (bandiera)  | D     | Aaron Kircher       |
| 9  | Austria (bandiera)  | A     | Martin Harrer       |
| 10 | Austria (bandiera)  | C     | Julian Erhart       |
| 11 | Germania (bandiera) | C     | Felix Roth          |
| 14 | Brasile (bandiera)  | A     | Felipe Dorta        |
| 15 | Austria (bandiera)  | C     | Daniel Luxbacher    |

| N. |                    | Ruolo | Calciatore        |
| -- | ------------------ | ----- | ----------------- |
| 16 | Austria (bandiera) | D     | Emanuel Schreiner |
| 18 | Austria (bandiera) | A     | Daniel Krenn      |
| 20 | Austria (bandiera) | C     | Philipp Hörmann   |
| 21 | Austria (bandiera) | C     | Timo Wölbitsch    |
| 22 | Austria (bandiera) | D     | Lukas Jäger       |
| 23 | Austria (bandiera) | D     | Benedikt Zech     |
| 24 | Austria (bandiera) | D     | Florian Neuhold   |
| 25 | Austria (bandiera) | A     | Johannes Aigner   |
| 26 | Austria (bandiera) | A     | Patrick Seeger    |
| 27 | Austria (bandiera) | P     | David Stemmer     |
| 28 | Austria (bandiera) | C     | Boris Prokopič    |
| 29 | Camerun (bandiera) | A     | Louis Ngwat-Mahop |